# Deux Danseuses
Deux Danseuses est un tableau réalisé par le peintre français Edgar Degas en 1880-1885. Cette huile sur soie montée sur panneau de bois est une scène de genre qui représente deux danseuses de ballet en pied. Achetée par Jacques Doucet en 1907, l'œuvre est conservée au musée Angladon d'Avignon, dans le Vaucluse.